# Maisie Smith
Maisie Louise Collender Smith (Southend-on-Sea, 9 luglio 2001) è un'attrice e cantante inglese.
Dal 2008 al 2014 ha recitato nella soap opera britannica EastEnders, riprendendo successivamente il suo ruolo dal 2018 al 2022.

## Biografia
Dopo aver esordito nel ruolo di Elisabetta I da bambina nel film del 2008 L'altra donna del re, Smith ottiene nello stesso anno il ruolo di Tiffany Dean nella soap opera EastEnders. Questa esperienza le dona immediatamente una grande popolarità, consentendole di restare una presenza fissa nella soap opera fino al 2014, anno in cui il suo personaggio esce per la prima volta dalla serie. Durante questo primo periodo d'attività, l'attrice vince il premio di "Best Dramatic Performance for a Young Actor or Actress" ai The British Soap Awards e due volte il premio di "Best Young Actor" ai British Soap Awards.
Dopo un breve ritorno in EastEnders e l'esordio musicale con il singolo Good Thing avvenuti nel 2016, nel 2017 pubblica in maniera indipendente l'EP Where My Heart Is. A partire dal 2018 riprende stabilmente il ruolo in EastEnders,  continuando ininterrottamente a interpretare il personaggio di Tiffany Dean fino al 2021. In questo periodo di tempo l'attrice prende inoltre parte all'edizione del 2020 di Strictly Come Dancing, accedendo alla finale della competizione. Nel 2022 è tornata a interpretare il ruolo di Tiffany Dean per un breve periodo. Sempre a partire dal 2022 Smith interpreta il ruolo della protagonista Fran nell'opera teatrale Strictly Ballroom: The Musical.

### Vita privata
Nel 2022 l'attrice ha dato inizio ad una relazione col cantante Max George, noto in quanto componente del gruppo vocale The Wanted.

## Filmografia

### Cinema
- L'altra donna del re, regia di Justin Chadwick (2008)

### Televisione
- EastEnders – Soap Opera, 678 episodi (2008–2014, 2016, 2018–2022)
- EastEnders: Last Tango in Walford – Film direct-to-video (2010)

## Discografia

### EP
- 2017 – Where My Heart Is

### Singoli
- 2016 – Good Thing
- 2017 – Where My Heart Is